# Deuteronomos approximata
Deuteronomos approximata là một loài bướm đêm trong họ Geometridae.